# سانتا ماريانا
سانتا ماريانا بلدية في ولاية بارانا في المنطقة الجنوبية من البرازيل.